# Hiplife
Ne doit pas être confondu avec Highlife.
Le hiplife est un genre musical inspiré du Highlife et brassé au hip-hop, au funk et au dancehall ayant émergé à la fin des années 1980 et au début des années 1990 au Ghana notamment sous l'influence du chanteur-saxophoniste Gyedu-Blay Ambolley.